# Yidiel Contreras
Yidiel Islay Contreras García (ur. 27 listopada 1992 w Cienfuegos) – hiszpański lekkoatleta kubańskiego pochodzenia specjalizujący się w sprinterskich biegach przez płotki.
Półfinalista mistrzostw świata w Pekinie (2015) oraz halowego czempionatu globu w Portland (2016). W 2016 zajął także 7. miejsce na mistrzostwach Europy w Amsterdamie oraz osiągnął półfinał igrzysk olimpijskich w Rio de Janeiro.
Złoty medalista mistrzostw Hiszpanii oraz reprezentant kraju w drużynowym czempionacie Europy.
Jego matka, Mirayda García, reprezentowała Kubę w szermierce.

## Osiągnięcia
| Rok  | Impreza                                 | Miejsce        | Konkurencja                     | Lokata     | Wynik |
| ---- | --------------------------------------- | -------------- | ------------------------------- | ---------- | ----- |
| 2015 | Superliga drużynowych mistrzostw Europy | Czeboksary     | bieg na 110 metrów przez płotki | 5. miejsce | 13,85 |
| 2015 | Mistrzostwa świata                      | Pekin          | bieg na 110 metrów przez płotki | półfinał   | 13,57 |
| 2016 | Halowe mistrzostwa świata               | Portland       | bieg na 60 metrów przez płotki  | półfinał   | 7,71  |
| 2016 | Mistrzostwa Europy                      | Amsterdam      | bieg na 110 metrów przez płotki | 7. miejsce | 13,54 |
| 2016 | Igrzyska olimpijskie                    | Rio de Janeiro | bieg na 110 metrów przez płotki | półfinał   | 13,54 |
| 2017 | Halowe mistrzostwa Europy               | Belgrad        | bieg na 60 metrów przez płotki  | półfinał   | 8,04  |
| 2017 | Mistrzostwa świata                      | Londyn         | bieg na 110 metrów przez płotki | półfinał   | 13,65 |
| 2018 | Halowe mistrzostwa świata               | Birmingham     | bieg na 60 metrów przez płotki  | półfinał   | 7,68  |
| 2019 | Halowe mistrzostwa Europy               | Glasgow        | bieg na 60 metrów przez płotki  | eliminacje | DSQ   |

## Rekordy życiowe
- Bieg na 60 metrów przez płotki (hala) – 7,64 (2016)
- Bieg na 110 metrów przez płotki – 13,35 (2015)